# Isoflavone 7-O-metiltransferasi
La isoflavone 7-O-metiltransferasi è un enzima appartenente alla classe delle transferasi, che catalizza la seguente reazione:
S-adenosil-L-metionina + un 7-idrossiisoflavone ⇄ S-adenosil-L-omocisteina + un 7-metossiisoflavone
L'enzima della alfalfa può metilare la daidzeina, la genisteina ed il 6,7,4'-triidrossiisoflavone, ma non i flavoni o flavanoni.